# Конгресс-авеню
Конгресс-авеню (англ. Congress Avenue) — центральная магистраль в Остине, штат Техас. Создана в 1839 году. Разделяет центр Остина на две половины. К югу от озера Леди-Бёрд улица образует популярный район SoCo (от South Congress).

## История
Первый мэр Остина Эдвин Уоллер разработал план города, разделённый бульваром шириной 120 футов. В течение первых 70 лет своего существования магистраль называли просто «Авеню». На сегодняшний день Конгресс-авеню выполняет несколько функций — это дорога к Капитолию штата Техас, место проведения крупных собраний и мероприятий. Является символом гражданской гордости остинцев. Когда техасцы идут к Капитолию, чтобы высказать свое мнение, этот бульвар служит им народной трибуной.
В конце XIX века Конгресс-авеню была грунтовой дорогой, по которой ездили конные экипажи и трамваи, запряженные мулами. Район считался лучшим местом для коммерческой деятельности. Фасады зданий улицы, относящиеся к этому периоду, представляют разные стили: викторианский, романский, готический, венецианский, классический и другие.
В 1870-х годах были установлены газовые фонари, в 1905 году проезжая часть была заасфальтирована, а в 1910 году появились тротуары. К середине века центр города пришел в упадок; в 1950-х и 1960-х годах было снесено и перестроено значительное количество зданий в районе. Влиятельный ландшафтный архитектор Лоуренс Хэлприн, посетивший Остин на съезде Техасского общества архитекторов в 1965 году, описал Конгресс-авеню как «огромное море бетона» и сравнил пешеходов с «крысами в ловушке».
В 1970-х и 1980-х годах были высажены деревья. В 1978 году прошла реставрация театра «Парамаунт».
В начале XXI века жизнь круглосуточно кипит на Конгресс-авеню. Строительство башни Frost Bank Tower в 2005 году дало начало строительному буму. В 2018 году был представлен проект реконструкции «Наша Конгресс-авеню» (англ. Our Congress Avenue). В нём особое внимание уделяется улучшению пешеходного движения и созданию зеленой инфраструктуры.

## Мост Ann W. Richards Congress Avenue Bridge
Мост через озеро Леди-Бёрд Ann W. Richards Congress Avenue Bridge является крупнейшим в мире городским местом обитания летучих мышей. При реконструкции моста в 1980-х годах под мостом были образованы полости, которые идеально походили для жизни мышей. Летом под мостом насчитывается до 1,5 млн. бразильских складчатогубов. Летом каждый вечер тысячи мышей вылетают на охоту, зимой мыши мигрируют в Мексику. Мост является одной из популярных достопримечательностей, куда туристы и жители города приходят посмотреть вылет мышей вечером. В середине августа проводится фестиваль Bat Fest, на котором выступают артисты, продаются прдметы искусства, еда и напитки, проводится конкурс костюмов и различные развлечения для детей.

## Историческая значимость
В знак признания своего архитектурного и исторического значения Конгресс-авеню от озера Леди-Бёрд до Капитолия была внесена в Национальный реестр исторических мест США в 1979 году. Капитолий образует конечную перспективу в северной части Конгресс-авеню. Эта перспектива стал одним из коридоров с видом на Капитолий, защищенных в соответствии с законодательством штата и местными законами от препятствий обзору со стороны высотных зданий в 1983 году.

## В искусстве
Одна из двух историй в фильме 2007 года «Доказательство смерти» режиссёра Квентина Тарантино происходит на Конгресс-авеню.